# Benthosphaera reburra
Benthosphaera reburra är en kräftdjursart som beskrevs av Bruce 1994. Benthosphaera reburra ingår i släktet Benthosphaera och familjen klotkräftor. Inga underarter finns listade i Catalogue of Life.